# 恩里科·卡菲自然科学博物馆
恩里科·卡菲自然科学博物馆（義大利語：Museo di Scienze Naturali Enrico Caffi)是一个自然历史博物馆，位于意大利贝加莫。有55，000多件文物、化石、动植物标本。该博物馆始建于1918年，馆址曾多次迁移，目前位于城堡广场（Piazza Cittadella）。博物馆还拥有图书馆，并为该地区的学校提供教育活动。

## 历史
该博物馆的起源可以追溯到19世纪末。1918年7月14日，博物馆在老广场的新宫成立并开放。1920年1月13日，恩里科·卡菲被任命为博物馆的第一任馆长，直到1947年。
随着博物馆的发展，需要增加保护和研究的空间。1960年6月29日，由建筑师桑德罗·安吉里尼设计的博物馆新总部，城堡广场的维斯康蒂建筑群落成。意大利部长理事会主席费尔南多·坦布罗尼出席了这次活动。
1973年，在一次发掘中，在切内的塞尼亚山谷发现了已知最古老的飞行生物翼龙的化石（生活在2亿多年前）。

## 画廊

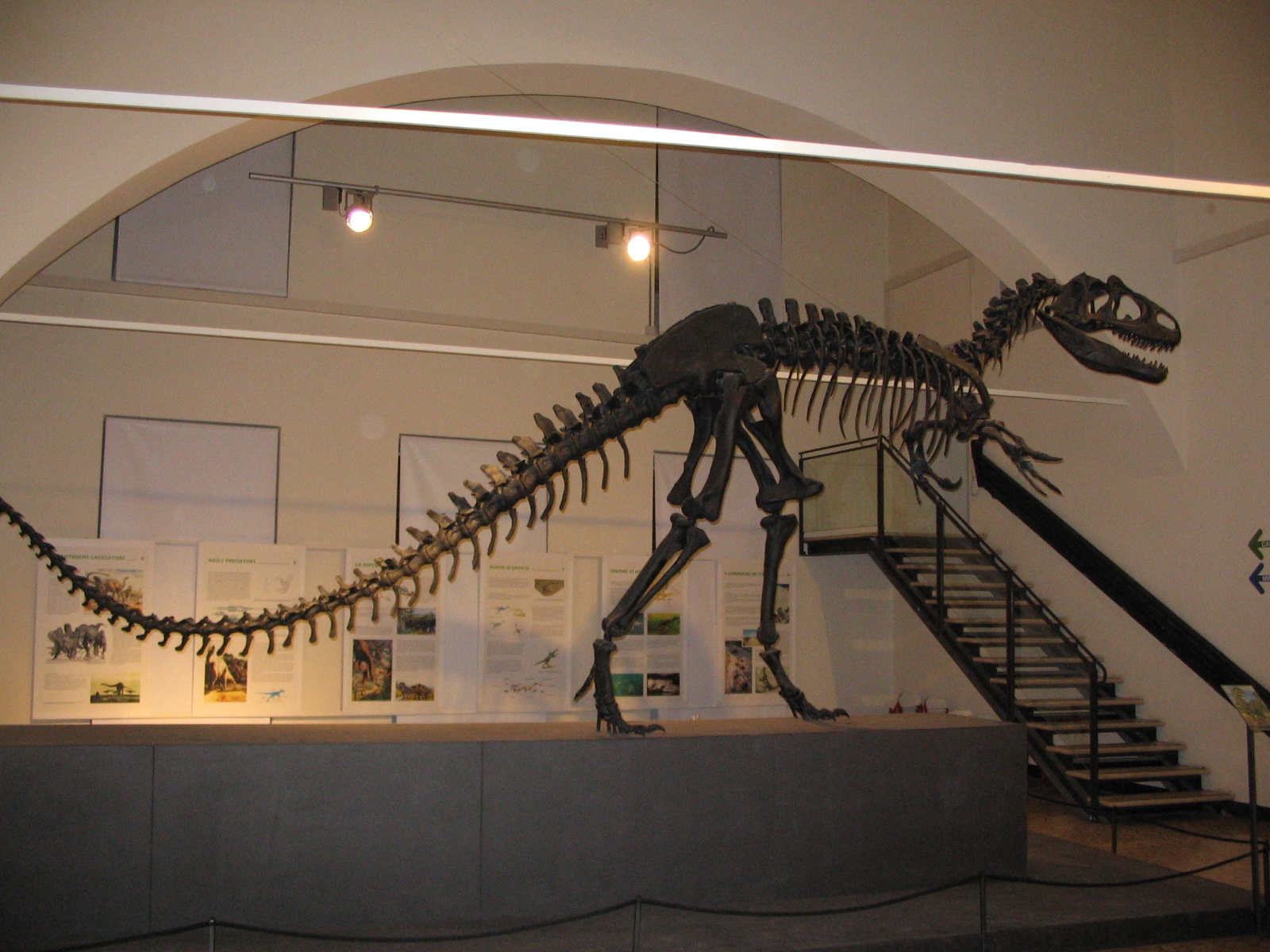
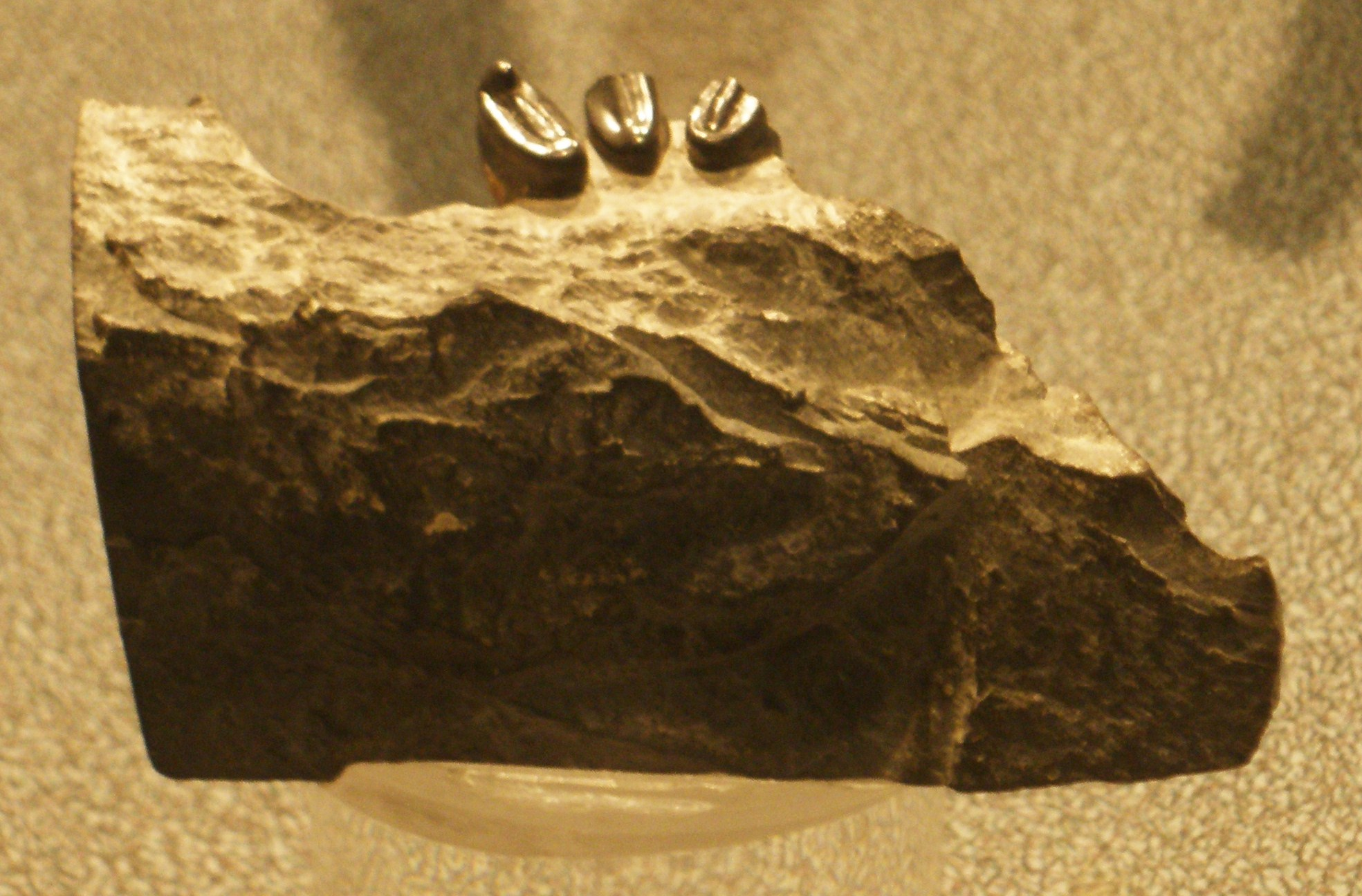
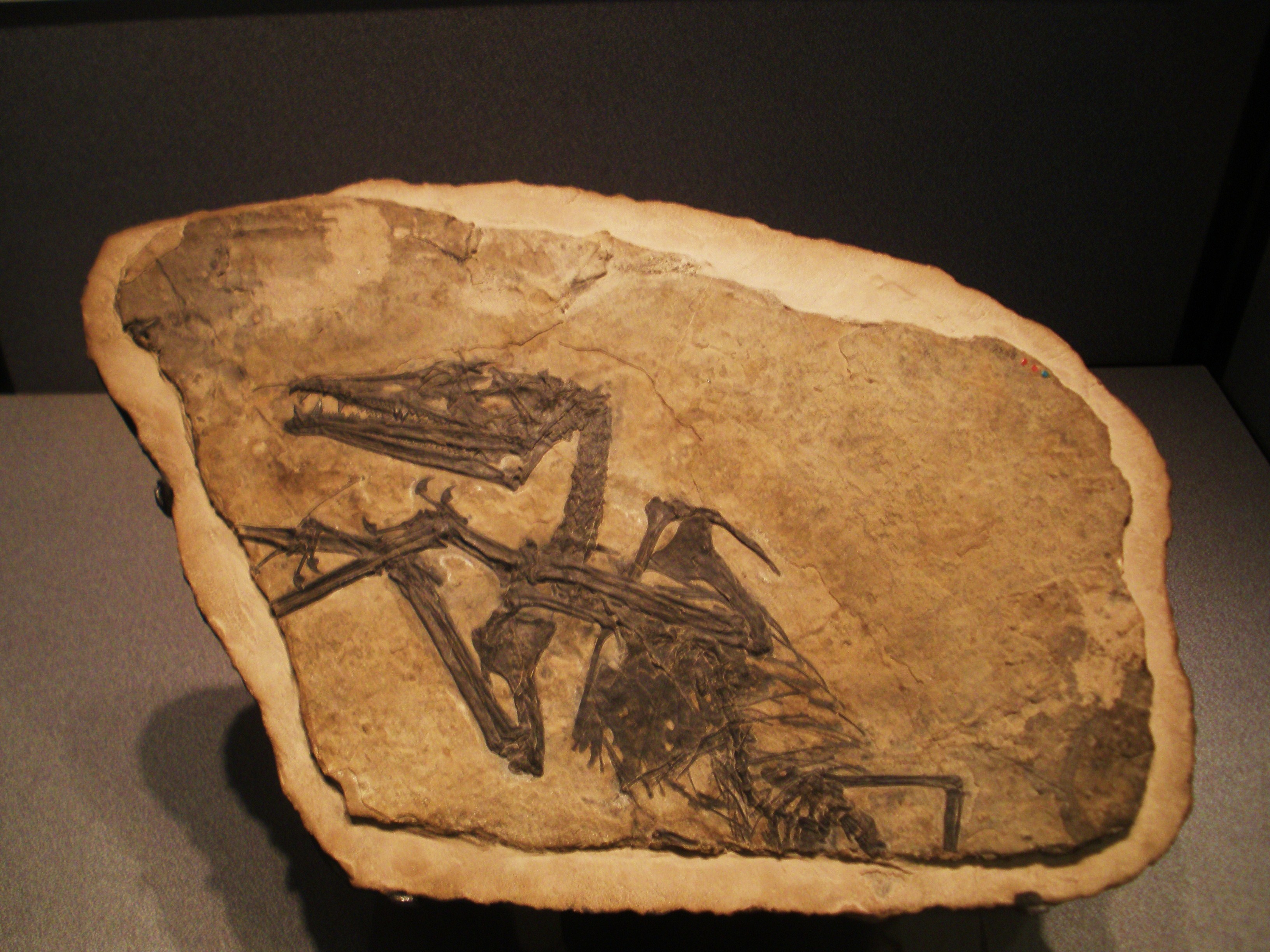
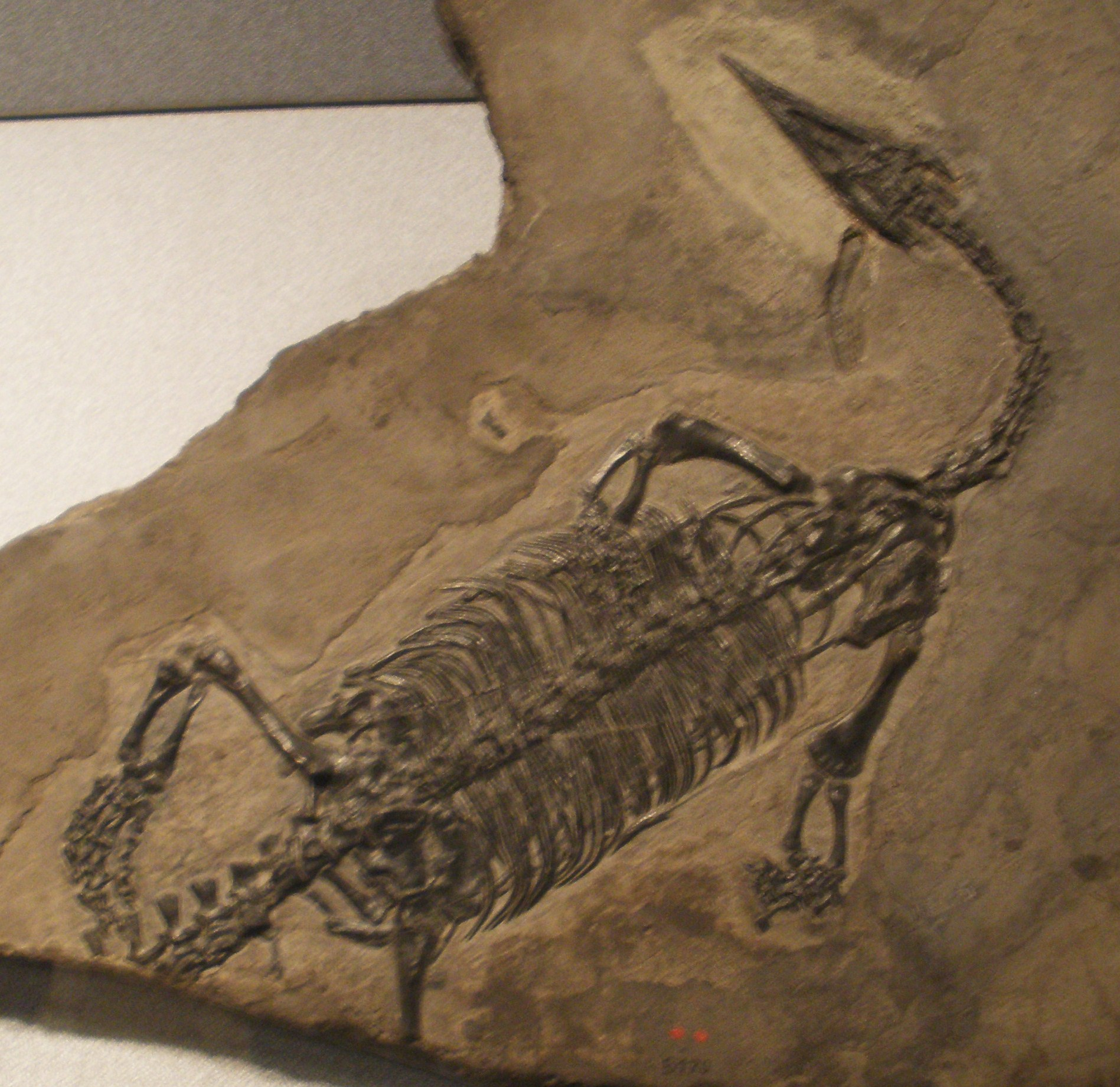
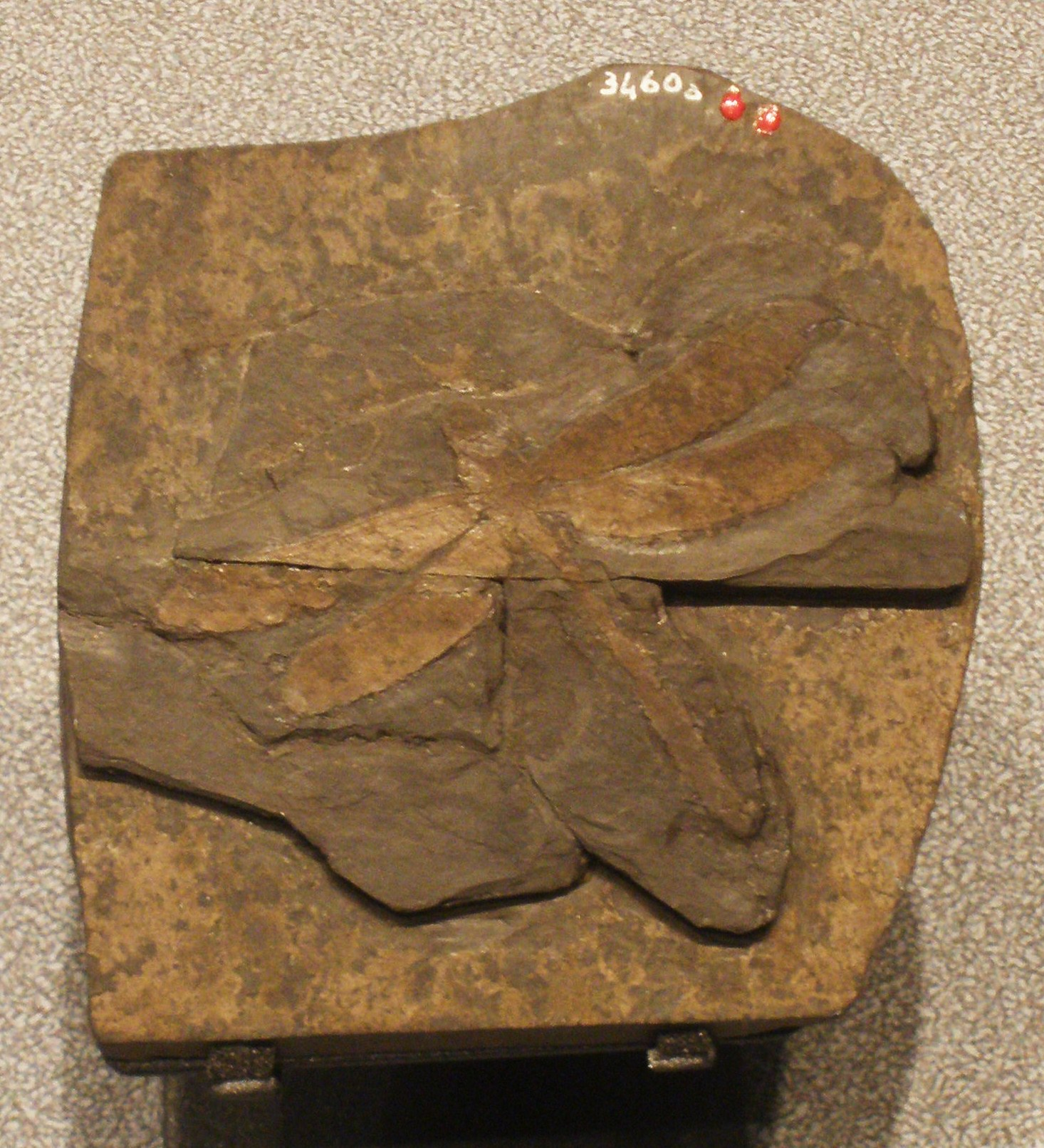
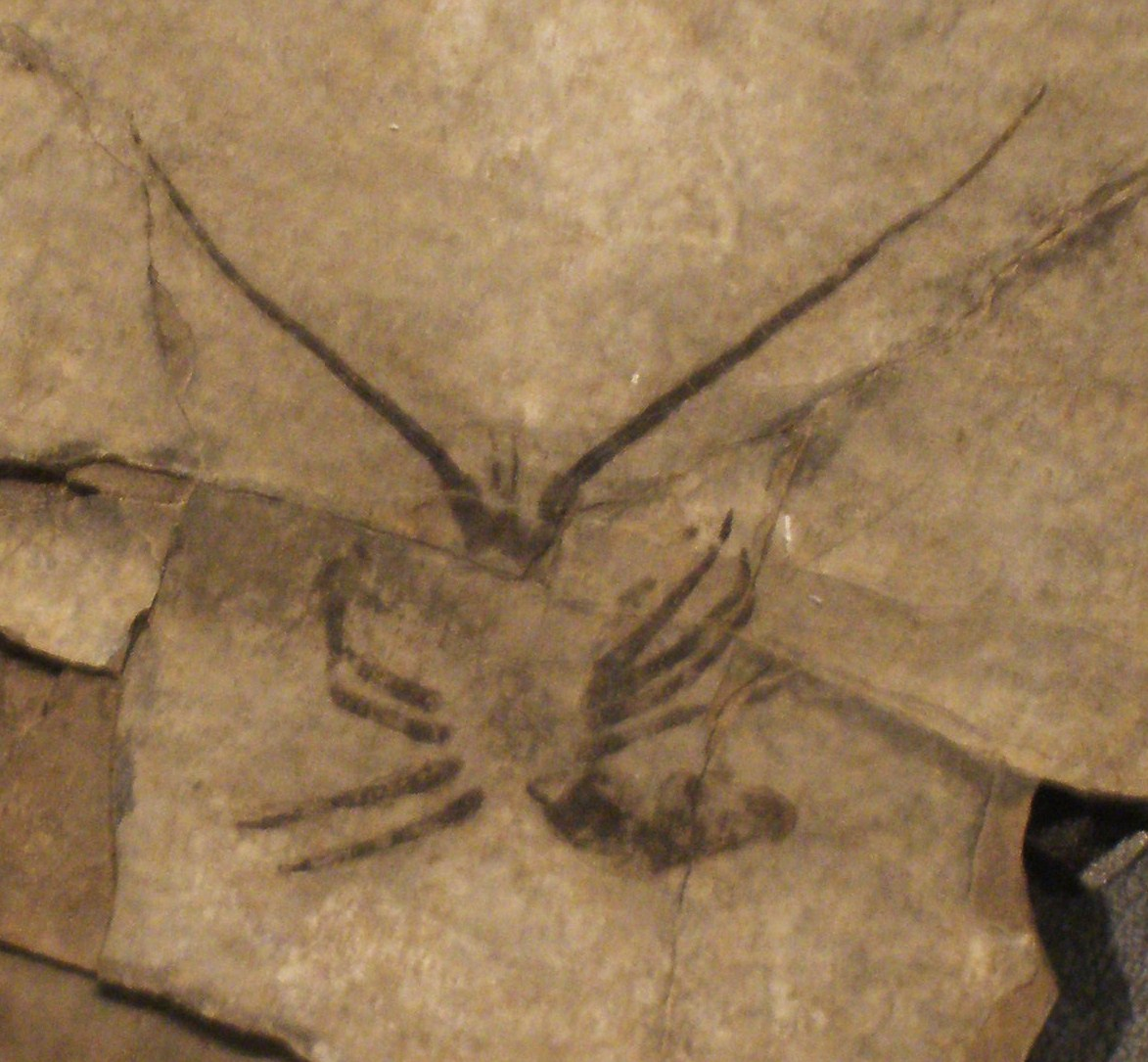